# Anna Lang (violinist)
Anna Sofia Lang (gift Wolseley), född 1859, död 1917 var en svensk violinist.
Lang var elev vid konservatoriet i Stockholm, senare hos Hubert Léonard i Paris. Lang konserterade såväl i Sverige som utlandet. Efter giftermål med Edwin Wolseley 1889 var hon bosatt i Storbritannien.